# Microcephalops dolosus
Microcephalops dolosus är en tvåvingeart som först beskrevs av Hardy 1972.  Microcephalops dolosus ingår i släktet Microcephalops och familjen ögonflugor. Inga underarter finns listade i Catalogue of Life.